# 22579 Marcyeager
22579 Marcyeager è un asteroide della fascia principale. Scoperto nel 1998, presenta un'orbita caratterizzata da un semiasse maggiore pari a 2,3616353 UA e da un'eccentricità di 0,1934478, inclinata di 3,51016° rispetto all'eclittica.